# يانغ جون
يانغ جون (بالصينية: 杨军) هو معلم ووشو ولد في تاييوان، شانشي، الصين في عام 1968م في عائلة يانغ المعروفة بحبها لفنون الدفاع عن النفس.حامل أسلوب تاي تشي شوان بأسلوب يانغ الخامس.

## حياته

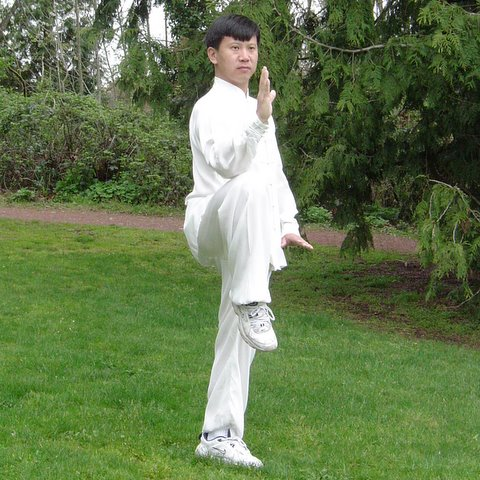
المعلم يانغ يؤدي وقفة الديك الذهبي على ساق واحدة.

قضى المعلم يانغ جون طفولته وسنوات تكوينه مع أجداده. نشأ في أسرة تحب فنون الدفاع عن النفس، ورأى وسمع كيف جده يدرب طلابه. بدأ يانغ جون في التدريب على فنون الدفاع عن النفس الناعمة (فنون القتال الداخلية) بدأ بالتدرب على التاي تشي شوان في سن الخامسة مع جده يانغ زيندو، الذي رباه.
في عام 1986 ذهب للتدريس مع جده، أولاً داخل الصين ثم دوليًا (إلى الولايات المتحدة الأمريكية ) في عام 1990. بعد سنوات عديدة وعشرات من الحلقات الدراسية حول العالم ، أصبح يانغ جون الآن ممارس فنون قتالية بارع ومعلم في حد ذاته. مهارته لا جدال فيها. تجمع أشكاله بسهولة بين النعومة والصلابة، واللياقة مع الروح.
تخرج في عام 1989 بدرجة في التربية الرياضية من جامعة شانشي، الصين .

## إنشاءه لجمعية يانغ ستايل تاي تشي شوان
بين عامي 1995 و 1997، عمل يانغ جون كنائب رئيس العمليات والتقنيات والتدريب، ومنذ عام 1997، كرئيس أول لجمعية مقاطعة شانشي (يانغ ستايل تاي تشي شوان)، التي تضم الآن أكثر من 30.000 عضو في مقاطعة شانشي وحدها. في أكتوبر 1998، أسس يانغ وجده يانغ زيندو جمعية (يانغ ستايل تاي تشي شوان) في سياتل، واشنطن، الولايات المتحدة، وعمل كرئيس لها منذ ذلك الحين. في أغسطس 1999 انتقل إلى سياتل مع زوجته فانغ هونغ لتأسيس الرابطة الدولية هناك، وفي سبتمبر 1999، قام بإنشاء مركز (يانغ تشنغ فو تاي تشي شوان) في سياتل الدولية (الحي الصيني) .
في عام 1995، اعترفت أكاديمية الووشو الصينية بـ يانغ على أنه معلم الووشو في مقاطعة شانشي .  في عام 1996 حصل على شهادة قاضٍ وطني أعلى مستوى. 

## أبنائه
يانغ جون لديه ابنة يانغ يا نينغ، من مواليد 1992، وابن يانغ ياجي، مواليد 2002.